# Список земноводних Естонії
Цей список є списком видів земноводних, спостережених на території Естонії. У фауні Естонії спостерігається 11 видів земноводних: 9 видів жаб та 2 види тритонів.

## Позначки
Теги, що використовуються для виділення охоронного статусу кожного виду за оцінками МСОП:
| EX | Extinct               | Зниклий                          |
| CR | Critically Endangered | Перебуває під критичною загрозою |
| EN | Endangered            | Перебуває під загрозою           |
| VU | Vulnerable            | Уразливий                        |
| NT | Near Threatened       | Близький до загрозливого стану   |
| LC | Least Concern         | У найменшій загрозі              |
| DD | Data Deficient        | Відомості недостатні             |
| NE | Not Evaluated         | Види з недослідженим статусом    |

## Ряд Хвостаті (Caudata)
Представники ряду відрізняються від інших сучасних земноводних видовженим тілом та наявністю у дорослих тварин хвоста. До нього відносяться саламандри та тритони. Налічує понад 580 видів, з них в Естонії трапляється 2 види.

### Родина Саламандрові (Salamandridae)
| Українська назва                     | Естонська назва | Латинська назва      | Автор таксона  | Статус МСОП | Зображення |
| Ряд: Хвостаті (Caudata)              |                 |                      |                |             |            |
| Родина: Саламандрові (Salamandridae) |                 |                      |                |             |            |
| Тритон звичайний                     | Tähnikvesilik   | Lissotriton vulgaris | Linnaeus, 1758 | LC          |            |
| Тритон гребінчастий                  | Harivesilik     | Triturus cristatus   | Laurenti, 1768 | LC          |            |

## Ряд Безхвості (Anura)
До ряду відносяться жаби та ропухи. Ряд налічує понад 6000 видів, з яких в Естонії трапляється 9 видів.

### Родина Часничницеві (Pelobatidae)
| Українська назва                   | Естонська назва | Латинська назва  | Автор таксона    | Статус МСОП | Зображення |
| Ряд: Безхвості (Anura)             |                 |                  |                  |             |            |
| Родина: Часничницеві (Pelobatidae) |                 |                  |                  |             |            |
| Часничниця звичайна                | Mudakonn        | Pelobates fuscus | (Laurenti, 1768) | LC          |            |

### Родина Ропухові (Bufonidae)
| Українська назва             | Естонська назва   | Латинська назва | Автор таксона    | Статус МСОП | Зображення |
| Ряд: Безхвості (Anura)       |                   |                 |                  |             |            |
| Родина: Ропухові (Bufonidae) |                   |                 |                  |             |            |
| Ропуха звичайна              | Harilik kärnkonn  | Bufo bufo       | Linnaeus, 1758   | LC          |            |
| Ропуха зелена                | Rohekärnkonn      | Bufo viridis    | (Laurenti, 1768) | LC          |            |
| Ропуха очеретяна             | Juttselg-kärnkonn | Bufo calamita   | (Laurenti, 1768) | LC          |            |

### Родина Жаб'ячі (Ranidae)
| Українська назва          | Естонська назва | Латинська назва       | Автор таксона  | Статус МСОП | Зображення |
| Ряд: Безхвості (Anura)    |                 |                       |                |             |            |
| Родина: Жаб'ячі (Ranidae) |                 |                       |                |             |            |
| Жаба трав'яна             | Rohukonn        | Rana temporaria       | Linnaeus, 1758 | LC          |            |
| Жаба гостроморда          | Rabakonn        | Rana arvalis          | Nilsson, 1842  | LC          |            |
| Жаба озерна               | Järvekonn       | Pelophylax ridibundus | Pallas, 1771   | LC          |            |
| Жаба ставкова             | Tiigikonn       | Pelophylax lessonae   | Camerano, 1882 | LC          |            |
| Жаба їстівна              | Veekonn         | Pelophylax esculentus | Linnaeus, 1758 | LC          |            |